# Symfoni nr. 4 (Nielsen)
 For alternative betydninger, se Symfoni nr. 4. (Se også artikler, som begynder med Symfoni nr. 4)
Symfoni nr. 4, med tilnavnet Det uudslukkelige, opus 29, CNW 28, er en symfoni af Carl Nielsen, som lå færdig i 1916. Med baggrund i første verdenskrig, der rasede i Europa, er denne symfoni en af de mest dramatiske, som Nielsen skrev, og den er blandt andet kendt for at "kamp" mellem to pauker.
Symfonien er inkluderet i kulturkanonen fra 2006 under partiturmusik.

## Baggrund
Carl Nielsen var begyndt at tænke over en ny symfoni i 1914, og i maj skrev han til sin kone (som var i Celle):
Jeg har en ide til en ny komposition, som ikke har noget program, men vil udtrykke, hvad vi forstår ved livets ånd eller manifestationer af livet, det vil sige: Alt der rører sig, som vil leve ... kun liv og bevægelse, skønt forskelligartet - meget forskelligartet - dog er forbundet, og som om det konstant er i bevægelse, i én stor bevægelse eller strøm. Jeg har brug for et ord eller en kort benævnelse, der kan udtrykke dette; det vil være tilstrækkeligt. Jeg kan ikke helt udtrykke, hvad jeg vil have, men det, jeg vil have, er godt.
Nielsen koncentrerede sig om dette til 1916 og gav sin 4. symfoni navnet Det uudslukkelige. Navnet går ikke på symfonien som sådan, men mere på det, "der er uuudslukkeligt"; i sine noter til symfonien refererer Nielsen til "den elementære livsvilje".

## Form
Symfonien er skrevet for tre fløjter (deriblandt en piccolofløjte), tre oboer, tre klarinetter, tre fagotter (heriblandt en kontrafagot), fire valdhorn (stemt i F-dur), tre trompeter (stemt i C-dur), tre basuner, tuba, to sæt pauker samt strygere.
Symfoniens fire satser spilles uden pauser – attaca subito (med betydningen hurtigt angreb, straks). Første sats indledes med en skarp tutti, hvor en D-mol kæmper mod sin subdominant, C, på en næsten antifonisk måde. Efter tuttien introducerer klarinetterne i A-dur det lyriske tema, som skal blive kulminationen på værket. Anden sats for træblæsere i G-dur er mere et intermezzo end den forventede adagio. Den funktion har i stedet tredje sats, som indledes med en cantilena fra unisone violiner, derpå bygger op til et klimaks, inden den afsluttes med en obo, der spiller hen over triller på de øverste strenge. Sammenstødene fra første sats kommer igen i sidste sats, hvori de to paukesæt duellerer fra hver sin side i orkesteret. Denne passage kræver af paukisterne, at de omstemmer instrumenterne undervejs. Værket afsluttes med en overgang til E-dur.
Denne symfoni, der en den oftest indspillede af Nielsens symfonier, præsenterer nogle specielle udfordringer for den, der fortolker værket. I andenudgaven af sin analyse skriver Robert Simpson næsten en side om "forhold, der kan lede en ekshibitionistisk dirigent på afveje", først og fremmest i forhold til tempoet.
Kontrafagotten har kun én tone at spille i hele symfonien: Denne enkelte, holdt tone er B2 (en oktav under fagotlinjen i øvrigt) og indleder kodaen i fjerde sats, akkompagneret af paukerne. Resten af fagotdelen har i modsætning hertil en rig variation af toner at spille.

## Satser
1. Allegro –
2. Poco Allegretto –
3. Poco Adagio quasi andante –
4. Allegro

## Udvalgte indspilninger
- Danmarks Radios Symfoniorkester, dirigent: Thomas Jensen
- DR's symfoniorkester, dirigent: Launy Grøndahl
- DR's symfoniorkester, dirigent: Michael Schønwandt
- Berliner Philharmonikerne, dirigent: Herbert von Karajan
- New York Philharmonic, dirigent: Leonard Bernstein

### Noder
- Røllum-Larsen, red. (2000). Symfoni nr. 4 (PDF). Carl Nielsen værker. Det Kongelige Bibliotek. ISBN 978-87-598-0993-8. Hentet 2015-09-13. {{cite book}}: |first= mangler |last= (hjælp)